# Krystyna Idzikowska
Krystyna Idzikowska (ur. 24 lutego 1921 w Wiskienicy Dolnej, zm. 27 czerwca 1944 w Warszawie) – kolporterka i łączniczka Okręgu Warszawskiego Batalionów Chłopskich i Ludowego Związku Kobiet (od 28 lutego 1943). Członkini Przysposobienia Wojskowego Kobiet. 29 marca 1989 pośmiertnie odznaczona Krzyżem Batalionów Chłopskich.

## Życiorys
Krystyna Idzikowska, córka Zofii i Stanisława, pochodziła z chłopskiej rodziny. Krysia miała czworo rodzeństwa: starszą siostrę Helenę, dwóch młodszych braci, Elka i Jurka oraz najmłodszą siostrę – Jasię. Mieszkała w Wiskienicy Dolnej, wsi położonej na pograniczu obecnego powiatu łowickiego i kutnowskiego.
W latach 1928–1935 uczęszczała do siedmioklasowej Szkoły Podstawowej (4 lata w Wiskienicy, rok w Śleszynie oraz 2 lata w Bąkowie). Uczęszczała również na naukę katechizmu do kościoła w Bąkowie. W latach 1935–1939 uczęszczała do szkoły średniej w Łowiczu – Żeńskiego Gimnazjum imienia Juliana Niemcewicza. Mieszkała na stancji przy ulicy Stanisławskiego w Łowiczu u Kuczyńskich, którzy byli nauczycielami. W gimnazjum poznała Jadwigę Wiechno i Wandę Kret. Była humanistką, pracowała społecznie w harcerstwie. W 1939 zdała egzamin do Szkoły Drobiarskiej w Julinie koło Warszawy, w której jednak nauki nie rozpoczęła z powodu wybuchu II wojny światowej.
W styczniu 1940 roku Kazimierz Wyszomirski – dyrektor Żeńskiej Szkoły Rolniczej – zorganizował tajne nauczanie w Zduńskiej Dąbrowie. Aby nie wzbudzać podejrzeń Idzikowska została zapisana jako uczennica legalnie istniejącej Szkoły Rolniczej. Uczestniczyła w lekcjach szycia, pracowała na polu, a wieczorem uczyła się. Na tajnych kompletach mawiała, że „uczyć się – to stanowczo za mało, trzeba przystąpić do czynnej walki z okupantem”.
Na wiosnę 1941, w wyniku masowych aresztowań w Łowiczu, nauka została przerwana, a wznowiona jesienią 1941. Zdała maturę przed komisją trzydniową ze wszystkich przedmiotów. W tym samym okresie razem z Wandą pojechała do Jadwigi, do Warszawy, gdzie zamieszkała wraz z nimi w pokoju przy ulicy H. Nowakowskiego 8. Nawiązała kontakt z profesorem Zawieyskim i dzięki niemu dostała się na tajne komplety polonistyki Uniwersytetu Warszawskiego. Dzięki przychylnej opinii nauczycielek z Dąbrowy siostra profesora, Stanisława H. Kazuro wynajęła im jeden z pięciu pokoi przy ulicy Lwowskiej 13.

## Łączniczka Batalionów Chłopskich
28 lutego 1943 złożyła przysięgę Ojczyźnie i została łączniczką i kolporterką Batalionów Chłopskich. Zamieszkała na ulicy Piusa 33, a następnie na Piusa 16B. Idzikowska zaproponowała łączniczce i kolporterce Eugenii Jagiełło, która nie była zameldowana w Warszawie, przetrwanie w swojej kawalerce. Wspólnie przygotowywały paczki na Pawiak i roznosiły prasę. Krysia przejęła kolportaż na całe województwo warszawskie (drugi okręg). Jedna z jej misji polegała na dostarczaniu z Warszawy do Skierniewic paczek z prasą. Spotkania odbywały się w Skierniewicach na ulicy Lelewela, a odbiorcą był szewc.
Krystyna Idzikowska została aresztowana podczas przewożenia prasy konspiracyjnej 26 maja 1944 roku po rewizji bagażu w pociągu na trasie pomiędzy Skierniewicami a Żyrardowem i uwięziona na Pawiaku. Wszyscy pracownicy BCh zostali poinformowani o jej aresztowaniu, gdyż znała wiele adresów w Warszawie i poza stolicą. Po aresztowaniu była przesłuchiwana w Skierniewicach, Łowiczu, a następnie w Warszawie. W celi porozumiała się z Dyzmą Gałajem – ostatnią osobą, która z nią rozmawiała.
Kolporterka o pseudonimie „Marysiątko” dostarczała Wandzie, Jadwidze i Eugenii wiadomości od Krysi pisane na bibułkach od papierosów, ukryte w resztkach jedzenia. W pierwszym „liście” Idzikowska donosiła, że mimo katowania nie wydała żadnego nazwiska, ani adresu. Drugą wiadomość, mówiącą o maltretowaniu przez Gestapo, napisał ktoś z celi, gdyż Idzikowska była nieprzytomna. W trzecim grypsie napisała, że gestapowcy znaleźli kartkę w drzwiach na ulicy Prusa 16B. Pytali o Jasię, o Wandę. Katowali. Czwarty – też pisany przez Krysię. Miała nadzieję, że odeślą ją do obozu koncentracyjnego, napisała, że „może przeżyje”. Komenda Główna BCh planowała uwolnienie jej z Pawiaka. Kolejny gryps był z 10 lipca 1944 roku: „Krysia prawdopodobnie rozstrzelana 27 czerwca bądź 8 lipca”.
Ciało Krystyny Idzikowskiej zostało spalone i nie jest znane miejsce pochówku. Symboliczny grób z tablicą pamiątkową znajduje się na cmentarzu parafialnym w Bąkowie Górnym.

## Upamiętnienie
10 czerwca 1973 patronem Liceum Ogólnokształcącego w Zdunach została Krystyna Idzikowska. W 2015 roku szkołę zamknięto. W parku, w którym mieściło się liceum stoi kamień upamiętniający patronkę, który został przywieziony z rodzinnej wioski bohaterki, z Wiskienicy Dolnej. Przed budynkiem szkoły znajduje się tablica: „Liceum Ogólnokształcące imienia Krystyny Idzikowskiej w Zdunach”. W szkole była izba pamięci, gdzie zaszczytne miejsce zajmowały pamiątki z życia Krystyny Idzikowskiej.
W Łodzi (Andrzejów) nazwano ulicę imieniem Krystyny Idzikowskiej (XXXI/191/88 - UCHWAŁA RADY NARODOWEJ MIASTA ŁODZI).